# Audronė Pitrėnienė
Audronė Pitrėnienė, née le 21 juillet 1958 à Lenkimai, est une femme politique lituanienne membre du Parti du travail (DP).
Elle est ministre de l'Éducation de 2015 à 2016.

## Biographie

### Formation et vie professionnelle
Après avoir étudié à l'Institut pédagogique de Vilnius (VPI), elle devient enseignante. En 2004, elle obtient un diplôme en éducologie à l'université de Klaipėda.

### Parcours politique
Elle adhère en 2003 au Parti du travail. Elle est élue députée au Seimas en 2004, puis en 2012. Elle échoue trois ans plus tard à se faire élire maire de la municipalité du district de Skuodas.
Le 2 juin 2015, Audronė Pitrėnienė est nommée ministre de l'Éducation et de la Science dans le gouvernement de coalition du social-démocrate Algirdas Butkevičius.